# Stazione di Zurigo Stadelhofen
La stazione di Zurigo Stadelhofen, (in tedesco Zürich Stadelhofen) è un'importante stazione ferroviaria a servizio della zona a est del centro di Zurigo. Inaugurata nel 1894 in stile neoclassico, la stazione è nata come parte della linea ferroviaria della riva destra del lago di Zurigo (in tedesco Rechtsufrige Zürichseebahn). È gestita dalle Ferrovie Federali Svizzere (SBB).

## Storia
A partire dagli anni Ottanta, la crescente domanda di trasporto pubblico rese necessario un ampliamento della stazione di Stadelhofen. Tra il 1983 e il 1990, le Ferrovie Federali Svizzere (SBB) indissero un concorso per l'inserimento di un terzo binario e il miglioramento delle infrastrutture esistenti. Il progetto vincitore fu quello dell'architetto spagnolo Santiago Calatrava, sviluppato in collaborazione con gli ingegneri Arnold Amsler e Werner Rueger. Questo intervento trasformò radicalmente l’aspetto e la funzionalità della stazione, contribuendo in modo decisivo al lancio della carriera internazionale di Calatrava.

### Contesto urbano e sviluppo progettuale
Zurigo ha una lunga storia di sfide legate alla regolamentazione del traffico e alla pianificazione urbana. Già nel 1926 si discutevano soluzioni progettuali per le rive del lago, un'area ancora oggi al centro del dibattito urbanistico. La risoluzione dei problemi di trasporto non era vista come un fine a sé stessa, ma come un'esigenza primaria all'interno di un organismo urbano dinamico, in cui edifici e flussi di movimento costituiscono un tutt’uno.
Nel 1966, il Gruppo di Lavoro per l’Urbanistica di Zurigo (ZAS) propose un progetto per la Stadelhofer Bahnhofstraße, con l'intento di evitare la demolizione di tre edifici storici risalenti al 1642. L’obiettivo era trovare una soluzione progettuale raffinata che valorizzasse la struttura urbana preesistente e aumentasse l’interazione con lo spazio pubblico, andando oltre la mera conservazione monumentale.
Il centro cittadino si era progressivamente spostato lungo un asse est–ovest, e l’ampliamento della stazione della S-Bahn a Stadelhofen rappresentava un punto nodale di questa trasformazione. A differenza di interventi più radicali, come la costruzione della stazione presso il letto del fiume Sihl accanto alla nuova sede della Borsa, l’area di Stadelhofen richiese uno sviluppo urbano più delicato e calibrato, una sorta di "rifondazione urbana" che, come osservato dallo storico dell’urbanistica André Corboz, intervenisse con sensibilità sul tessuto storico esistente.

### Vincoli storici e urbanistici
L’area compresa tra Quaibrücke, Bellevue e Stadelhofen ha assunto un ruolo centrale nella vita urbana di Zurigo, già dalla transizione ottocentesca da città feudale a industriale. Dibattiti storici come quello sulla costruzione del secondo ponte sulla Limmat – tra cui la proposta di un ponte sospeso presentata da Eduard Schinz nel 1834 – anticiparono la trasformazione della zona nel vero fulcro cittadino. Già negli anni Ottanta dell’Ottocento, Heinrich Ernst propose la costruzione di una galleria coperta monumentale, ispirata alla Galleria Vittorio Emanuele II di Milano, tra Bellevue e il futuro Teatro dell’Opera. Un secolo dopo, proprio in quell’area si consolidò un nuovo centro urbano con l’intervento alla stazione di Stadelhofen.
I lavori di ampliamento furono inizialmente ostacolati da un muro di pietra risalente al 1890 e da un ulteriore muro di cemento armato, alto tra i 12 e i 18 metri. Fino agli anni Settanta, la stazione era considerata di importanza secondaria dalle SBB. La situazione cambiò radicalmente nel 1973, quando fu respinta una proposta per un’estesa rete U-Bahn/S-Bahn. Successivamente, nel 1981, la città di Zurigo approvò una versione ridotta del progetto, basata solo sulla S-Bahn, il che rese necessaria la riprogettazione di nodi strategici come Stadelhofen.
Nel 1978, per proteggere il quartiere della Hohe Promenade da speculazioni edilizie, fu istituita una zona di pianificazione speciale. L’area venne riconosciuta come paesaggio urbano protetto di rilevanza cantonale, e nel 1983 fu inserita nella zona centrale urbana. Vennero inoltre posti sotto tutela gli edifici della stazione, il palazzo “Olivenbaum”, le aree verdi e lo storico muro della Hohe Promenade.
Il piano urbanistico del 1983 prevedeva tuttavia solo due binari per Stadelhofen, in contrasto con il piano del traffico del 1965. In risposta, l’Associazione per la tutela delle ferrovie zurighesi propose nel gennaio 1983 una soluzione alternativa: spostare i binari dietro il muro di sostegno, conservandolo. Questo portò la città e le SBB a bandire un concorso di idee in due fasi (marzo e settembre 1983), volto a individuare una soluzione adatta a un’area particolarmente sensibile dal punto di vista dello sviluppo urbano.

### Contesto e sviluppo del progetto
L'area compresa tra Quaibrücke, Bellevue e Stadelhofen ha svolto un ruolo centrale nello sviluppo urbano di Zurigo sin dal XIX secolo, durante il passaggio da città feudale a centro industriale. Tra le prime proposte per la trasformazione della zona si annoverano il progetto di un ponte sospeso sulla Limmat, avanzato da Eduard Schinz nel 1834, e l'idea, negli anni Ottanta dell’Ottocento, di una galleria monumentale ispirata alla Galleria Vittorio Emanuele II di Milano, ideata da Heinrich Ernst per collegare Bellevue con il futuro Teatro dell’Opera.
Nel XX secolo, la zona è tornata al centro della pianificazione urbana in seguito alla necessità di adeguare l’infrastruttura ferroviaria. La stazione di Stadelhofen, considerata fino agli anni Settanta una fermata secondaria, divenne oggetto di attenzione dopo il rigetto, nel 1973, di un piano per una rete combinata U-Bahn/S-Bahn. Una versione ridotta, basata esclusivamente sulla S-Bahn, fu approvata nel 1981, rendendo necessaria la riorganizzazione di nodi strategici come Stadelhofen.
Nel 1978 fu istituita una zona di pianificazione speciale per proteggere il quartiere della Hohe Promenade dalla speculazione edilizia. L’area fu riconosciuta come paesaggio urbano protetto di rilevanza cantonale e, nel 1983, inclusa nella zona centrale della città. Vennero tutelati gli edifici della stazione, il palazzo “Olivenbaum”, le aree verdi e il muro storico della Hohe Promenade.
Il piano urbanistico del 1983 prevedeva inizialmente solo due binari per la stazione, in contrasto con il piano del traffico del 1965. In risposta, l’Associazione per la tutela delle ferrovie zurighesi propose di spostare i binari dietro il muro di sostegno, mantenendone la struttura. La proposta portò all’indizione di un concorso di progettazione in due fasi (marzo e settembre 1983), promosso dalla città di Zurigo e dalle Ferrovie Federali Svizzere, per individuare una soluzione adatta al contesto urbano sensibile.

### Il concorso di progettazione
Otto studi di architettura furono selezionati. Dalla prima fase del concorso emersero tre approcci principali: costruire parzialmente o totalmente sopra i binari, proporre una nuova interpretazione urbana con abbattimenti selettivi, o evitare nuove costruzioni sopra il livello del suolo. Alla fine della seconda fase, il progetto vincitore fu quello del gruppo Amsler/Calatrava/Rueger, più vicino alla proposta iniziale delle SBB. La proposta di Calatrava si distinse per la brillante soluzione ingegneristica relativa al pendio della collina. Inizialmente coinvolto come ingegnere edile, Calatrava emerse progressivamente come figura centrale del progetto, fino a diventarne l'architetto principale.
Il progetto fu sviluppato e modificato continuamente tra marzo 1983 e febbraio 1985. Nonostante alcune critiche per l'eccessivo sforzo stilistico di adattamento alle facciate preesistenti, il progetto vincitore fu accolto con grande entusiasmo e definito "bello", apprezzato soprattutto per le sue implicazioni politiche e urbanistiche. Altre proposte, come la costruzione di edifici sopra i binari, furono scartate per motivi economici e per la complessità autorizzativa, a causa della necessità che la rete S-Bahn entrasse in funzione entro sette anni. La scelta finale del progetto Amsler/Calatrava/Rueger fu quindi dettata non solo dalla sua qualità architettonica, ma soprattutto dalla sua semplicità esecutiva e dalla maggiore probabilità di ottenere rapidamente le approvazioni necessarie.

## Visione urbana e architettura dell'intervento
L’intervento di Santiago Calatrava per la stazione di Stadelhofen si inserisce nel più ampio dibattito sul ruolo delle infrastrutture nella trasformazione della città contemporanea. In risposta al contesto della cosiddetta "nebulosa urbana", caratterizzato da una crescente fluidità e perdita della struttura urbana compatta, Calatrava ha adottato un approccio progettuale flessibile e astratto, in contrasto con le griglie del neo-razionalismo. Già sperimentato in progetti come la stazione di Berlino-Spandau, questo metodo ha portato alla creazione di architetture che funzionano come ponti urbani, capaci di generare nuovi spazi pubblici fluidi e integrati nel tessuto urbano.
A Stadelhofen, l’intervento ha promosso una nuova centralità urbana verso sud, grazie a una piattaforma vetrata lunga 270 metri e curva con raggio di 400 metri, collocata alla base della collina morenica della Hohe Promenade. Questo elemento, indipendente dalla stazione storica, ospita un centro commerciale sotterraneo e una pergola pedonale che sovrasta i binari, collegandosi al quartiere attraverso numerosi accessi verticali e orizzontali.
Il progetto include l’edificio originario, una nuova fermata S-Bahn con tre binari e una piattaforma centrale, un sottopassaggio commerciale e un nuovo muro di sostegno, trasformato in area verde. L’intervento, pensato come un vero e proprio progetto urbano, è stato paragonato a spazi pubblici storici come Prato della Valle a Padova o la Galleria Vittorio Emanuele II a Milano, in quanto capace di ridefinire su scala urbana il volto della città.
Un elemento distintivo del progetto è la valorizzazione delle facciate posteriori degli edifici lungo la Stadelhoferstraße, trasformate in aree pedonali. Questa strategia riprende concetti urbanistici già discussi nel dopoguerra, ad esempio a Monaco di Baviera, con l’idea di convertire cortili interni in spazi pubblici. Un esempio significativo è la Haus zum Olivenbaum, ora accessibile tramite un portico interrato e una scala mobile che conduce al portale principale ricostruito.
Sebbene l’edificio dell’Olivenbaum rispetti le direttive per la tutela del patrimonio, risulta percepibile una certa discontinuità tra elementi storici e nuovi, dovuta alla varietà di materiali e immagini architettoniche. Al contrario, le strutture ingegneristiche della stazione evidenziano una maggiore coerenza tra concezione e realizzazione, mantenendo una chiara scala progettuale e rinunciando a dettagli storicizzanti.
La galleria commerciale sotterranea, aggiunta successivamente al concetto originale del concorso, fu progettata da Calatrava con particolare attenzione compositiva, nonostante le criticità urbanistiche sollevate in merito alla sua integrazione nel contesto. Sebbene limitata in altezza dalla falda freatica (2,7 metri), la galleria è considerata un’opera di culto ingegneristico, paragonabile alla sala macchine progettata da Alvar Aalto per il quotidiano Turun Sanomat.

### L'uso del calcestruzzo armato
L'intervento di Calatrava a Stadelhofen è emblematico per il suo approccio innovativo all'utilizzo del calcestruzzo armato (CLS), impiegato sia per le sue qualità strutturali sia per le sue potenzialità espressive. Il CLS è stato scelto per la sua capacità di essere modellato in forme complesse e fluide, caratteristiche distintive del linguaggio architettonico di Calatrava che ben si adattano alla sua visione di una "nebulosa urbana" e di spazi aperti.
Uno degli elementi più iconici del progetto è la terza linea ferroviaria, ricavata scavando il pendio roccioso alle spalle della stazione preesistente e coperta da una volta ellittica asimmetrica in calcestruzzo. La volta è sorretta da contrafforti inclinati che sembrano emergere organicamente dal suolo, svolgendo una doppia funzione: strutturale e formale. Questo muro di contenimento, trasformato in una superficie concava continua, si piega fino a diventare una pensilina convessa, consentendo alla luce naturale di penetrare e accentuando la plasticità della materia.
Le pensiline che coprono i binari rappresentano l'esempio più evidente dell'uso scultoreo del CLS. Realizzate con una struttura a nervature che ricorda una spina di pesce o delle costole, queste alternano superfici concave e convesse, ottenendo leggerezza visiva e solidità strutturale. Il CLS è stato lasciato a vista, valorizzando la texture del materiale e la precisione delle casseforme impiegate nella costruzione.
All'interno delle gallerie sotterranee, il CLS è stato modellato per creare archi e volte ondulate che ricordano una gabbia toracica, con nervature verticali continue. La luce naturale filtra attraverso blocchi di vetro incassati nelle piattaforme superiori, accentuando l'effetto plastico dello spazio. Anche le scale e gli ascensori in calcestruzzo a vista contribuiscono alla fluidità dei percorsi verticali. Il sistema complessivo della stazione è articolato su più livelli, con una particolare attenzione alla stratificazione verticale e alla continuità tra elementi funzionali e scultorei, tramite rampe elicoidali, scale mobili e una passerella pedonale sospesa in acciaio. Il porticato che copre il terzo binario è costituito da pilastri in acciaio inclinati, alti circa 5 metri e mezzo che si aprono in sommità in tre braccia di circa 3 mt ciascuno, per sostenere il cassone di calcestruzzo di copertura, in quattro punti ciascuno, due in senso trasversale e tre in quello longitudinale accorciandone le luci.  La zona dei binari è coperta da una lunga pensilina in vetro ed acciaio con pilastri ad Y inclinati con bilanciere,  ed un tubo d’acciaio che collega i vari appoggi.
Calatrava, ingegnere e scultore, impiega il calcestruzzo armato in combinazione con strutture metalliche per dare forma a membrane strutturali espressive, in cui la struttura non viene mai mascherata, ma esibita. La sezione architettonica e le nervature portanti non rispondono solo a esigenze ingegneristiche, ma rappresentano veri e propri gesti progettuali che unificano funzione, estetica e costruzione. Pur comportando complesse sfide realizzative, l'uso del CLS consente a Calatrava di superare il semplice funzionalismo, rendendo visibili le forze e le trasformazioni interne dell'architettura.